# Touch! Generations
Touch! Generations (яп. タッチ!・ジェネレーションズ) — це бренд Nintendo, який використовувався для Nintendo DS і Wii й позначає відеоігри, створені для ширшої аудиторії (переважно дорослих і людей похилого віку), ніж для традиційного геймера. Nintendo припинила використання цього бренду, випустивши Nintendo 3DS у 2011 році, через 6 років після її появи. Попри це, деякі ігри, представлені під брендом, продовжують отримувати подальші сиквели на сучасних і майбутніх консолях компанії.

## Ігри

Логотип Touch! Generations для Північної Америки, помітно відрізняється від інших регіонів. Логотип для Wii ідентичен, але відрізняється тим, що замість стилусу на ньому зображено Wii Remote.

Big Brain Academy та Magnetica стали першими американськими іграми лінійки. Вони були випущені 5 червня 2006 року. Після цього 26 червня 2006 року був випущений Sudoku Gridmaster. Крім того, кілька раніше випущених ігор були позначені брендом Touch! Generations. Але ігри бренду можуть відрізнятися залежно від регіону.
В Японії, країни походження Touch! Generations цей бренд мав величезний успіх, особливо з іграми серії Brain Age, які займали високі позиції в чартах продажів ігор. Також існує саундтрек із музикою деяких ігор. Він був випущений 14 жовтня 2008 року, і його можна було отримати лише в Club Nintendo за 400 монет.
У Північній Америці Brain Age почав продаватися 17 квітня 2006 року, однак бренд Touch! Generations був запущений лише 5 червня 2006 року.
Touch! Generations був запущений в Європі 9 червня 2006 року з випуском відеогри Dr. Kawashima's Brain Training: How Old Is Your Brain?

## Сприйняття
Ігри під брендом Touch! Generations були сприйняті добре. Ігри серії Nintendogs — одні з найпопулярніших ігор для Nintendo DS, їх було продано 23,96 мільйона одиниць станом на травень 2009 року, за ними йдуть Brain Age — 19,01 мільйона одиниць і Brain Age 2 — близько 15 мільйонів одиниць станом на вересень 2015 року.